# Den' priёma po ličnym voprosam
Den' priёma po ličnym voprosam (День приёма по личным вопросам) è un film del 1974 diretto da Solomon Abramovič Šuster.

## Trama
Il responsabile del trust è riuscito ad eliminare l'incidente avvenuto in una zona. Ma questa vittoria è stata una sconfitta per lui.